# Hrkanovci Đakovački
Hrkanovci Đakovački – wieś w Chorwacji, w żupanii osijecko-barańskiej, w gminie Trnava. W 2011 roku liczyła 136 mieszkańców.